# Palla (Pravia)
Palla es una entidad singular de población, con la categoría histórica de aldea, perteneciente al concejo de Pravia, en el Principado de Asturias (España). Se enmarca dentro de la parroquia de Corias. Alberga una población de 18 habitantes (INE 2009) y está situado en la margen izquierda de los valles bajos del río Narcea.
La principal vía de comunicación es la carretera AS-347, que comunica Palla con Corias y Forcinas